# Dobougou
Dobougou – appelé N'Tobougou en sénoufo – est localité située dans le département de Koloko de la province du Kénédougou dans la région des Hauts-Bassins au Burkina Faso.

## Géographie
Dobougou est située à 20 km au nord de Koloko et à 6 km au sud de Zitonosso. Le village est constitué de deux principaux quartiers que sont Wiini (« dans les bas-fonds ») et Fougba (« sur la côte ») ainsi que de cinq localités de brousse : Komongué gnapounè, Zogolo, Zatoungué yangué, Tiogo yangué et Kousagué katchiagué. Il possède également des marigots appelés Nafanha lougué, Lougoho et Woutannahan.
La commune est quasi-uniquement habitée par des Sénoufos.

## Histoire
Le nom de Dobougou signifie en sénoufo « le village de N'Dô » du fait – selon les versions recueillies auprès des chefs du village – de sa fondation au début du XXe siècle par un certain N'Dogo Traoré venu de Danderesso au Mali.

## Administration
Dépendant sur le plan administratif du maire de Koloko (où le village a deux conseillers administratifs) dans ses rapports à l'État et pour l'organisation des services publics, le village de Dobougou répond également à trois chefferies traditionnelles tenues par le chef de terre (N'tarfolo), le chef coutumier (Koulfolo) qui assure le respect et l'adoration des lieux sacrés et le chef du village (Kanhafolo) qui l'administre localement ; à Dobougou ces trois chefferies sont fusionnées. Cette chefferie est transmise de manière patrilinéaire au sein de la famille Traoré et passe à l'homme le plus âgé dans la grande famille paternelle de l'ancien chef à sa mort ; la généalogie des chefs est : N'Dogo (le fondateur), Yagnon et Gnipangtien Traoré.

## Économie
L'économie de la commune repose sur l'agriculture de subsistance (maïs, le mil, le petit mil, haricot, arachides, pois de terre) ainsi que sur un peu de culture de rente du coton. Dobougou possède deux associations de culture (Fougba Tognè et Winni Tognè) et ainsi que deux associations de femmes (Fougba Tchiébi Tognè et Wiini Tchiébi Tognè). L'élevage (bœufs, chèvres, moutons, volailles) est aussi pratiqué.

## Santé et éducation
Le centre de soins le plus proche de Dobougou est le centre de santé et de promotion sociale (CSPS) de Zitonosso tandis que le centre médical avec antenne chirurgicale (CMA) le plus proche est à Orodara et que le centre hospitalier régional (CHR) est le CHU Souro-Sanon de Bobo-Dioulasso. Le seul forage du village, à Fougba, date de 1987 et est non fonctionnel.
Le village possède une école primaire publique.

## Religion
Historiquement de religion traditionnelle reposant sur le fétichisme, Dobougou continue à le pratiquer avec l'adoration de trois grands fétiches que sont : le « Koutounouguè » et le « Zannangué » venus de Danderesso, ainsi que le « Kagbofo » venu de Gnakanha au Mali. Il existe un lieu sacré, Djinabi ou « génie du village ».
L'islam sunnite est pratiqué à Dobougou bien qu'il n'existe pas de mosquée, ainsi que le protestantisme avec un lieu de culte situé entre les deux quartiers.

## Culture
Dobougou possède des groupes de balafon et de titiagara qui se produisent pour les fêtes ou les cérémonies religieuses.